# Dominic Đặng Văn Cầu
Dominic Đặng Văn Cầu (ur. 17 lipca 1962 w Đông Lương) – wietnamski duchowny katolicki, biskup Thái Bình od 2022.

## Życiorys

### Prezbiterat
Święcenia kapłańskie przyjął 9 marca 1996 i został inkardynowany do diecezji Thái Bình. Był m.in. sekretarzem biskupim, szefem kurialnej komisji katechetycznej, wykładowcą seminarium w Hanoi oraz rektorem diecezjalnego seminarium.

### Episkopat
29 października 2022 papież Franciszek mianował go biskupem diecezji Thái Bình. Sakry udzielił mu 31 grudnia 2022 biskup Pierre Nguyễn Văn Đệ.